# Santa Helena, Colombia
Santa Helena är en ort i Colombia.   Den ligger i departementet Santander, i den centrala delen av landet, 200 km norr om huvudstaden Bogotá. Santa Helena ligger 1 197 meter över havet och antalet invånare är 865.
Terrängen runt Santa Helena är kuperad åt sydväst, men åt nordost är den bergig. Runt Santa Helena är det ganska glesbefolkat, med 22 invånare per kvadratkilometer. Närmaste större samhälle är Contratación, 12,2 km öster om Santa Helena. I omgivningarna runt Santa Helena växer i huvudsak städsegrön lövskog.